# The Caillaux Case
The Caillaux Case è un film muto del 1918 diretto da Richard Stanton. Prodotto dalla Fox Film Corporation, aveva come interpreti Madlaine Traverse, Henry Warwick, George Majeroni, Eugene Ormonde.
La sceneggiatura di Adrian Johnson si basa su una storia vera, secondo le note che accompagnano il copyright del film.

## Trama

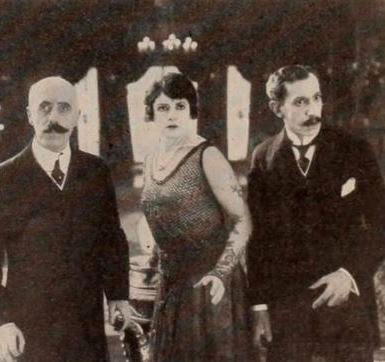
Henry Warwick, Madlaine Traverse, George Majeroni

A fine Ottocento, l'ambiziosa Henriette sposa Leo Claretie, un reporter del giornale Le Figaro. La donna, in seguito, conosce Joseph Caillaux, il ministro delle Finanze: i due, dopo il divorzio di Henriette, si sposano. Gaston Calmette, direttore di Le Figaro, scopre che Caillaux, diventato nel frattempo Presidente del Consiglio, complotta con Bolo Pasha per un accordo segreto tra Francia e Germania. Il giornalista, prima di poter rendere pubblica la notizia, viene ucciso da madame Caillaux che poi viene assolta. Quando, però, negli Stati Uniti vengono alla luce nuove prove che dimostrano l'esistenza del complotto, Pasha viene giustiziato e Caillaux imprigionato per tradimento.

## Produzione
Il film fu prodotto dalla Fox Film Corporation.

## Distribuzione
Il 15 settembre 1918, il film venne registrato con il numero di copyright LP12867. Distribuito dalla Fox Film Corporation e presentato da William Fox, il film uscì lo stesso giorno nelle sale cinematografiche statunitensi.
Non si conoscono copie ancora esistenti della pellicola che viene considerata presumibilmente perduta.